# Partidul Național Liberal (1875–1947)
Partidul Național Liberal (abreviat PNL) a fost primul partid politic organizat din România și a reprezentat o forță majoră în politica țării de la înființarea sa în 1875 până în perioada celui de-al Doilea Război Mondial. Constituit pentru a reprezenta interesele burgheziei locale în formare, până în Primul Război Mondial a concurat la putere cu Partidul Conservator, susținut în principal de proprietarii de pământuri bogați, creând efectiv un sistem bipartid într-un sistem politic care limita sever reprezentarea majorității țărănești prin vot cenzitar.
Spre deosebire de principalul său adversar, PNL a reușit să-și păstreze proeminența după implementarea votului universal masculin, jucând un rol important în conturarea cadrului instituțional al României Mari în anii 1920.
În noiembrie 1947, partidul a fost desființat pentru a instaura comunismul.

## Istoric

Harta electorală din 1926 care evidențiază victoria covârșitoare a Partidului Național Liberal în alegerile legislative din acel an.

Partidul Național Liberal (PNL) a fost fondat de Ion Constantin Brătianu, Ion Ghica, Mihail Kogălniceanu și  C. A. Rosetti pentru a reprezenta interesele micii burghezii. Partidul Conservator (PC), formațiunea politică rivală din timpul domniei regelui Carol I, reprezenta pe de altă parte interesele marii burghezii. Astfel, în timp ce liberalii îi apărau pe micii proprietari, conservatorii îi apărau pe marii afaceriști. Dacă facem un raport între cele două partide, PNL era de stânga, iar PC, de dreapta.   
Dominat de-a lungul existenței sale de familia Brătianu, partidul a fost afectat periodic de puternice lupte interne. Printre numeroasele sciziuni din istoria sa timpurie, una notabilă a fost cea condusă de fondatorul partidului, C. A. Rosetti, ai cărui susținători, susținând reforme sociale rapide și mai ample, au creat Partidul Radical la sfârșitul anilor 1880.
În problemele interne, Partidul Național Liberal a susținut dezvoltarea burgheziei locale, căutând să extindă industria românească prin subvenții guvernamentale și o politică comercială protecționistă. Elitele partidului controlau marile întreprinderi deținute de români și o parte semnificativă a sectorului financiar local, inclusiv Banca Națională a României.
La începutul secolului al XX-lea, PNL, căruia i s-au alăturat mulți foști lideri ai Partidului Muncitor Social Democrat din România, a pledat pentru extinderea votului și o reformă agrară limitată, deși acest lucru nu a împiedicat un guvern național-liberal să reprime violent revolta țărănească din 1907.
La începutul secolului XX, PNL a adoptat o poziție pro-Franța, iar PC, o poziție pro-Germania.
Adoptând un discurs naționalist, înainte de Primul Război Mondial, partidul a susținut cauza românilor etnici care trăiau în afara granițelor, în special a celor din Transilvania aflată sub stăpânire austro-ungară. Irendentismul său a variat ca intensitate, preferându-se o abordare mai pragmatică în perioada când se afla la guvernare. În politica externă PNL a sprijinit cooperarea cu Antanta, în opoziție cu preferința regelui Carol pentru Puterile Centrale. Poziția partidului a avut o influență majoră asupra deciziei României de a intra în Primul Război Mondial de partea Antantei, decizie care a condus, în cele din urmă, la unificarea cu Basarabia, Bucovina și Transilvania.
În jurul anului 1920, ideologia PNL s-a schimbat. Înainte de Primul Război Mondial, Partidul Național Liberal era de stânga, iar Partidul Conservator, de dreapta. După Primul Război Mondial însă, la dreapta dispare Partidul Conservator, iar la stânga apare Partidul Național Țărănesc (PNȚ). Astfel, PNL a devenit partid de dreapta. În guvernele liberale interbelice, au fost implementate politici de centralizare, distrugând orice autonomie locală.

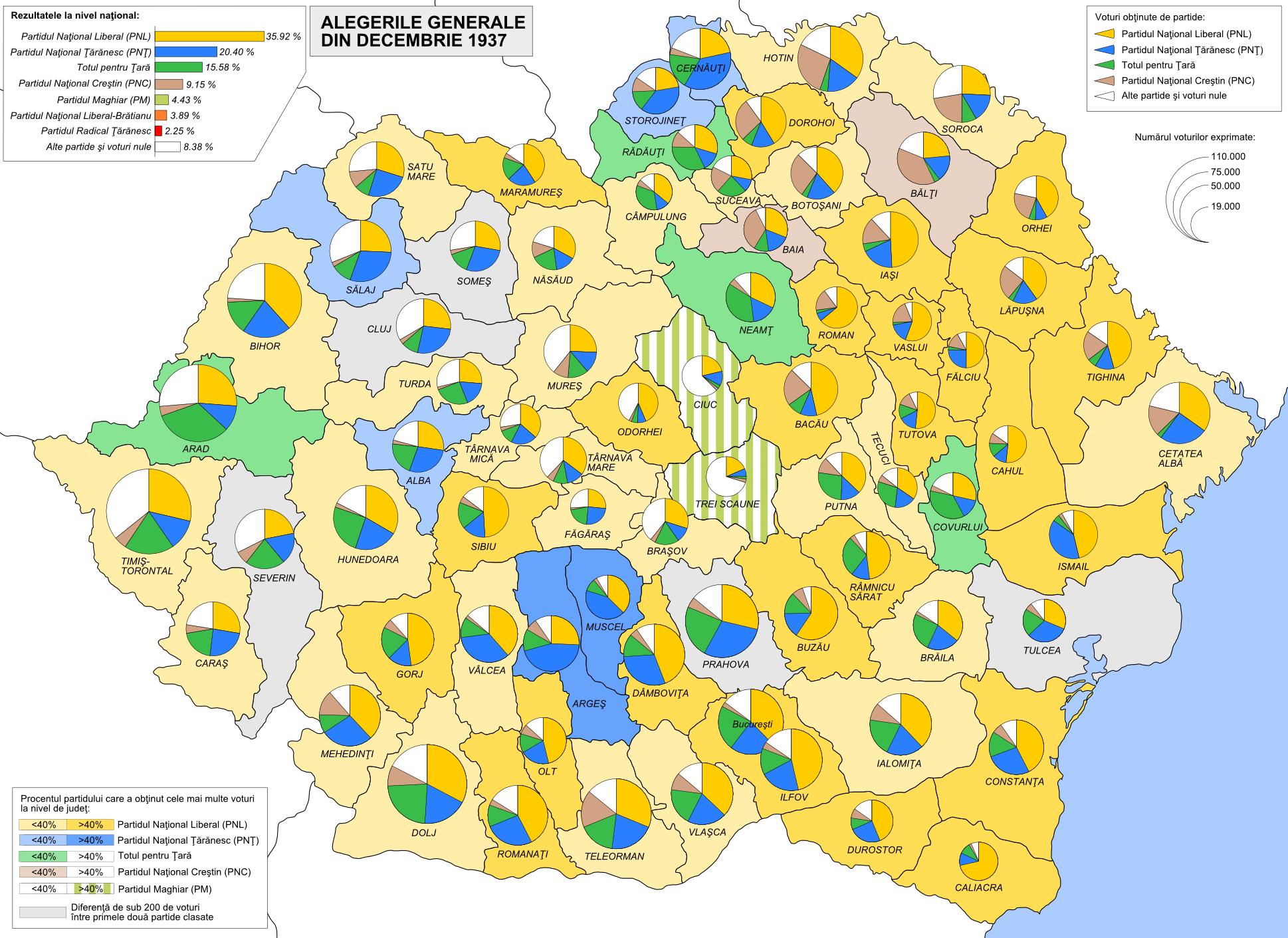
Harta electorală din 1937 care prezintă succesul Partidului Național Liberal în alegerile legislative din acel an.

Deși inițial s-a opus restaurării regelui detronat Carol al II-lea, Partidul Național Liberal a devenit treptat favorabil politicilor sale autoritare, guvernele PNL deschizând calea pentru instaurarea dictaturii regale din 1938. O altă sciziune majoră a avut loc în 1930, cauzată de atitudinile divergente față de revenirea lui Carol al II-lea pe tron: Gheorghe I. Brătianu a contestat decizia lui Vintilă Brătianu de a se opune regelui și a creat organizații paralele, revendicând numele și moștenirea partidului. După moartea lui Vintilă, facțiunea acestuia a fost preluată de Ion Gh. Duca și Gheorghe Tătărescu, care s-au realiniat cu Carol și au condus mai multe guverne, în timp ce Gheorghe I. Brătianu a continuat să conducă un partid separat, aflat în opoziție. Cele două ramuri s-au reunificat însă cu puțin timp înainte de dizolvarea tuturor partidelor, în 1938. Desființat oficial, alături de toate celelalte partide politice, în 1938, structurile PNL au fost păstrate neoficial, mulți dintre membrii săi înscriindu-se și în Frontul Renașterii Naționale, creat de Carol al II-lea.
Ascensiunea Germaniei Naziste în anii 1930 a determinat unele facțiuni, în principal cea condusă de Gheorghe I. Brătianu, să caute o apropiere de fostul inamic de război, începând din 1936. În timpul celui de-al Doilea Război Mondial, liderii PNL au susținut participarea României la invazia Uniunii Sovietice condusă de Axe, dar au menținut și contacte cu Aliații, sprijinind în cele din urmă realinierea către aceștia din august 1944.
Tolerat de regimul totalitar al lui Ion Antonescu, Partidul Național Liberal s-a alăturat în cele din urmă regelui Mihai I și partidelor Comunist, Național-Țărănesc și Social-Democrat în răsturnarea dictatorului în ultima fază a celui de-al Doilea Război Mondial, ceea ce a permis reorganizarea PNL în 1944.
Deși a făcut parte din primele guverne de coaliție de după război, partidul și-a pierdut rapid importanța, pe măsură ce noua coaliție condusă de comuniști a folosit procesul de denazificare pentru a îndepărta susținătorii PNL din funcțiile guvernamentale.
Ultima mare sciziune a fost motivată de atitudinea față de alianța de stânga dominată de comuniști, formată după al Doilea Război Mondial: în timp ce Dinu Brătianu, președintele partidului, se opunea influenței comuniste și susținea interesele anglo-americane, Tătărescu, secretarul general, era în favoarea unei alianțe cu sovieticii, sperând să păstreze o anumită influență într-un context politic dominat de Uniunea Sovietică. Sub presiunea regimului, prima facțiune și-a autodizolvat activitatea politică la sfârșitul anului 1947. A doua facțiune a participat la guvernele de coaliție până în noiembrie 1947. După ce Tătărescu s-a opus politicii de planificare economică extinsă urmată impusă de comuniști, a fost înlocuit cu Petre Bejan. Aceasta a funcționat până în jurul anului 1950, când a încetat complet activitatea politică.
După răsturnarea puterii partidului comunist în 1989, a fost fondat  Partidul Național Liberal (contemporan), care a preluat moștenirea  predecesorului său.

### Antisemitism
Ion C. Brătianu, liderul partidului în a doua jumătate a secolului XIX, a fost un antisemit declarat. În timpul guvernărilor sale, vechile legi discriminatorii împotriva evreilor au fost întărite și aplicate cu strictețe. Evreilor li s-a interzis să se stabilească în mediul rural, cei deja stabiliți fiind relocați, iar mulți dintre evreii din orașe au fost declarați vagabonzi și expulzați. Unele expulzări s-au soldat cu moartea, după ce Imperiul Otoman a refuzat să-i primească pe cei forțați să traverseze Dunărea. Aceste acțiuni au șocat opinia publică europeană, ducând la demiterea lui Brătianu din funcție.
După Brătianu, Dimitrie A. Sturdza a continuat linia politică antievreiască a PNL-ului. Acesta era profund ostil „străinilor” și a susținut blocarea accesului persoanelor neromâne la numeroase funcții sociale. A fost un susținător înverșunat al expulzării evreilor și s-a opus naturalizării acestora. Sub conducerea sa, PNL-ul a fost responsabil pentru exilarea unor intelectuali evrei importanți, precum Moses Gaster și Lazăr Șăineanu.
Ion I. C. Brătianu, fiul lui Ion C. Brătianu, a continuat atitudinea antisemită a tatălui său și s-a opus acordării cetățeniei române evreilor. Deși România se moderniza și se îndrepta către o politică de stat unitar, PNL-ul a menținut această linie de excludere în primii ani ai secolului XX.
După încheierea războiului, antisemitismul a dispărut din programul politic oficial al partidului. Partidul chiar a format alianțe cu politicieni evrei. Cu toate acestea, în ciuda acestei deschideri aparente, guvernele liberale au continuat să limiteze influența minorităților, sub pretextul apărării suveranității naționale, mai ales în contextul tratatelor internaționale care garantau drepturi pentru minorități. Astfel, antisemitismul politic a fost înlocuit cu o formă de naționalism centralizator, care marginaliza indirect comunitățile evreiești.

## Partide

### Partide separate de PNL
- Partidul Național Liberal-Brătianu (1930)
- Partidul Național Liberal–Tătărescu/Bejan (1944)

### Partide absorbite de PNL
- Partidul Social-Democrat al Muncitorilor din România (1900, aripa reformistă)
- Partidul Național Liberal-Brătianu (1938)

## Conducere
| Nr | Nume Născut - Decedat          | Portret | Începutul mandatului | Sfârșitul mandatului | Durată           |
| -- | ------------------------------ | ------- | -------------------- | -------------------- | ---------------- |
| 1  | Ion C. Brătianu (1821–1891)    |         | 24 mai 1875          | 4 mai 1891           | 15 ani, 345 zile |
| 2  | Dimitrie Brătianu (1818–1892)  |         | 21 mai 1891          | 8 iunie 1892         | 1 an, 18 zile    |
| 3  | Dimitrie Sturdza (1833–1914)   |         | 20 noiembrie 1892    | 10 ianuarie 1909     | 16 ani, 51 zile  |
| 4  | Ion I. C. Brătianu (1864–1927) |         | 11 ianuarie 1909     | 24 noiembrie 1927    | 18 ani, 317 zile |
| 5  | Vintilă Brătianu (1867–1930)   |         | 24 noiembrie 1927    | 21 decembrie 1930    | 3 ani, 27 zile   |
| 6  | Ion G. Duca (1879–1933)        |         | 28 decembrie 1930    | 29 decembrie 1933    | 3 ani, 1 zi      |
| 7  | Dinu Brătianu (1866–1950)      |         | 4 ianuarie 1934      | noiembrie 1947       | 13 ani, 301 zile |

## Istoric electoral
Aproape întotdeauna guvernul a fost numit înainte de alegerile parlamentare și confirmat după aceea.
| An                           | Voturi          | Procente (%)    | Camera Deputaților | Senat                     | Poziție | Rezultat         | Guvern |
| ---------------------------- | --------------- | --------------- | ------------------ | ------------------------- | ------- | ---------------- | --- |
| 1876                         | —               | —               | —                  | —                         | —       | Guvernare        | Guvern PNL (1875-1979)                                                                                     |
| 1879                         | —               | —               | —                  | —                         | —       | Guvernare        | Guvern PNL (1879-1883)                                                                                     |
| 1883                         | —               | —               | —                  | —                         | —       | Guvernare        | Guvern PNL (1883-1884)                                                                                     |
| 1884                         | —               | —               | —                  | —                         | —       | Guvernare        | Guvern PNL (1884-1888)                                                                                     |
| 1888                         | —               | —               | —                  | —                         | —       | Opoziție         | Opoziție la guvernul PC (1888-1891)                                                                        |
| 1891                         | —               |                 | 60 / 183           | —                         | —       |                  | Sprijină guvernul PC (1891-1892)                                                                           |
| 1892                         | —               | —               | 32 / 183           | 18 / 112                  | 2       | Opoziție         | Opoziție la guvernul PC (1892-1895)                                                                        |
| 1895                         | —               | —               | 177 / 183          | —                         | 1       | Guvernare        | Guvern PNL (1895-1899)                                                                                     |
| 1899                         | —               | —               |                    |                           | —       | Opoziție         | Opoziție la guvernul PC (1899-1901)                                                                        |
| 1901                         | —               | —               |                    |                           | —       | Guvernare        | Guvern PNL (1901-1905)                                                                                     |
| 1905                         | —               | —               |                    |                           | —       | Guvernare        | Guvern PNL (1905-1906)                                                                                     |
| 1905                         | —               | —               |                    |                           |         | Opoziție         | Opoziție la guvernul PC (1906-1907)                                                                        |
| 1907                         | —               | —               | 166 / 183          | 90 / 102                  | 1       | Guvernare        | Guvern PNL (1907-1910)                                                                                     |
| 1911                         |                 |                 | 10 / 183           | 16 / 110                  | 2       | Opoziție         | Opoziție la guvernul PC (1910-1912)                                                                        |
| 1912                         |                 |                 | 35 / 183           | 24 / 110                  | 3       | Opoziție         | Opoziție la guvernul PC (1912-1914)                                                                        |
| 1914                         |                 |                 | 145 / 183          | 82 / 117                  | 1       | Guvernare        | Guvern PNL (1914-1918)                                                                                     |
| 1918                         | Nu a participat | Nu a participat | 0 / 174            | 0 / 112                   | —       | Opoziție         | Opoziție extraparlamentară la guvernul PC (1918)                                                           |
| 1918                         | Nu a participat | Nu a participat | 0 / 174            | 0 / 112                   | —       | Guvernare        | Guvern PNL (1918-1919)                                                                                     |
| 1919                         | N/A             | N/A             | 103 / 568          | 54 / 216                  | 2       | Opoziție         | Vaida-Voievod I (1919–1920)                                                                                |
| 1920                         | N/A             | N/A             | 16 / 366           | 1 / 166                   | 3       | Opoziție         | Averescu II (1920–1921)                                                                                    |
| 1922                         | N/A             | N/A             | 222 / 372          | 111 / 148                 | 1       | Partid majoritar | Ion I. C. Brătianu VI (1922–1926)                                                                          |
| 1926                         | 192.399         | 7,5 / 100       | 16 / 387           | 0 / 115                   | 3       | Opoziție         | Averescu III (1926–1927)                                                                                   |
| 1927                         | 1.704.435       | 62,7 / 100      | 318 / 387          | 92 / 113                  | 1       | Partid majoritar | Ion I. C. Brătianu VII (1927) V. Brătianu (1927–1928)                                                      |
| 1928                         | 185.939         | 6,55 / 100      | 13 / 387           | 0 / 110                   | 2       | Opoziție         | Maniu I, Mironescu I, Maniu II, Mironescu II (1928–1931)                                                   |
| 1931                         | 1.389.901       | 48,9 / 100      | 289 / 387          | 108 / 113                 | 1       | Coaliție         | Iorga (1931–1932)                                                                                          |
| 1932                         | 407.023         | 14 / 100        | 28 / 387           | 1 / 113                   | 2       | Opoziție         | Voida-Voievod II, Vaida-Voievod III, Iuliu Maniu III, Vaida-Voievod IV (1932–1933)                         |
| 1933                         | 1.518.864       | 52 / 100        | 300 / 387          | 105 / 108                 | 1       | Partid majoritar | Duca (1933–1934) Tătărăscu I (1934) Tătărăscu II (1934–1936) Tătărăscu III (1936–1937) Tătărăscu IV (1937) |
| 1937                         | 1.103.353       | 36,5 / 100      | 152 / 387          | 97 / 112                  | 1       | Opoziție         | Goga (1937–1938)                                                                                           |
| Parlamentul a fost suspendat |                 |                 |                    |                           |         |                  | |
| 1939                         |                 |                 |                    |                           |         |                  | |
| 1946                         | 259.068         | 3,8 / 100       | 3 / 414            | Senatul a fost desființat | 4       | Opoziție         | Groza II (1946–1947)                                                                                       |